# Michael Strogoff
Michael Strogoff ist ein ZDF-Abenteuervierteiler von Robert Brandau (Walter Ulbrich) und Claude Desailly aus dem Jahre 1975 nach dem Roman Der Kurier des Zaren von Jules Verne mit Raimund Harmstorf in der Hauptrolle.

## Handlung

### Teil 1: (ZDF: 28. Dezember 1976)
Im Russland des Jahres 1875 gärt es. Während man in Sankt Petersburg Feste feiert, rebellieren in Sibirien die Tataren gegen die Zarenherrschaft. Die Fernmeldeverbindung nach Moskau ist unterbrochen. In dieser explosiven Lage soll sich Rittmeister Michael Strogoff als Kurier des Zaren 6.000 km weit nach Irkutsk durchschlagen und dem Gouverneur, einem Bruder des Zaren, geheime Anweisungen überbringen. Strogoff reist unter falschem Namen. Unterwegs lernt er die Mitreisende Nadia kennen, gewinnt ihr Vertrauen und nutzt ihre Ahnungslosigkeit zu seiner Tarnung aus, indem er sie als seine Frau ausgibt. Zu zweit erreichen sie den Ural. Zur gleichen Zeit gelingt dem tatarischen Stammesfürsten und Ex-Offizier Ogareff die Flucht aus dem Kerker.

### Teil 2: (ZDF: 1. Januar 1977)
In Sibirien ist Strogoff in großer Gefahr. Seine Begleiterin Nadia wird vom Rebellenführer Ogareff und seiner Zigeunerfreundin Sangarre verschleppt. Sie soll das Versteck des Kuriers preisgeben. Strogoff selbst kommt nach einem Tataren-Überfall knapp mit dem Leben davon.
Nach Ankunft in seiner Heimatstadt Omsk begegnet er seiner Mutter, deren Begrüßung er aber nicht erwidert, um keinen Verdacht auf sich zu lenken. Während seine Freundin und seine Mutter in einem Straflager verhört werden, kann er aus der Stadt fliehen.

### Teil 3: (ZDF: 4. Januar 1977)
Wieder eingefangen, wird Strogoff durch Folter an seiner Mutter dazu genötigt, indirekt zuzugeben, dass er der Kurier des Zaren ist. Ogareff nimmt ihm dessen Siegel ab, um selbst in Irkutsk als Kurier auftreten und dem Gouverneur falsche Anweisungen in seinem Sinne geben zu können. Strogoff überlässt er unterdessen seinem Komplizen Feofar Khan, dem Anführer der Tataren. Dieser lässt Strogoff blenden. Kurz darauf kann Strogoff mit Nadias Hilfe während eines Feuergefechts fliehen.

### Teil 4: (ZDF: 6. Januar 1977)
In Irkutsk warten die Eingeschlossenen darauf, entsetzt zu werden. Stattdessen gelangt Ogareff in die Stadt und lenkt von innen die Angriffe der Tataren: Mit dem Zarensiegel, das er Strogoff abgenommen hat, weist er sich als Geheimkurier aus und gewinnt das Vertrauen des Gouverneurs. Nadia und der geblendete Strogoff, ständig auf der Flucht vor ihren Verfolgern, unternehmen einen letzten verzweifelten Versuch, nach Irkutsk vorzustoßen: Mitten durch die feindlichen Linien wollen sie sich auf einem Floß, die Angara hinauf, in die bedrohte Stadt treiben lassen. Nach taktischen Manövern der Tataren erhält Strogoff in einer Feuersbrunst seine Sehfähigkeit zurück, was ihn umgehend zur Beteiligung am Kampf veranlasst. Er spürt Ogareff auf und tötet ihn, zum Verdruss Sangarres.

## Deutsche Fassung ohne Schluss
Nach Ausstrahlung des 4. Teils reagierte das deutsche Fernsehpublikum ziemlich verärgert, da es sich um das Happy End betrogen sah. Die deutsche Fassung endete nach Beendigung der Kämpfe in Irkutsk. In Wirklichkeit ging der Film aber noch mehrere Minuten mit Szenen in St. Petersburg weiter. Es zeigte vor allem das Happy End zwischen Michael und Nadia auf einem Ball des Zaren. Dem Publikum war aufgefallen, dass auf dem Umschlag der Schallplatte mit der Filmmusik das glückliche Paar in einer Tanzszene abgebildet war, die im Film nicht zu sehen war. Das ZDF meinte sinngemäß zu dem Schnitt, ein solcher Operettenschluss passe nicht zu diesem Film. Ein kurzer Ausschnitt aus diesen Szenen ist allerdings stets in der Zusammenfassung des jeweils vorherigen Teils zu sehen. Woanders war man anderer Meinung; so konnte man z. B. in Frankreich oder den Niederlanden die ungekürzte Version sehen.

## Synchronisation
Die Synchronisation erfolgte durch das Fernsehstudio München (FSM) unter der Regie von Kurt E. Ludwig.
| Rolle                   | Schauspieler      | Synchronsprecher                                                          |
| ----------------------- | ----------------- | ------------------------------------------------------------------------- |
| Michael Strogoff        | Raimund Harmstorf | Raimund Harmstorf                                                         |
| Nadia Fedor             | Lorenza Guerrieri | Helga Trümper                                                             |
| Sangarre                | Rada Rassimov     | Karin Kernke                                                              |
| Iwan Ogareff            | Valerio Popesco   | Joachim Kemmer                                                            |
| Tzingos                 | János Kovács      | Wolfgang Hess                                                             |
| Blount                  | Vernon Dobtcheff  | Donald Arthur                                                             |
| Feofar Khan             | József Madaras    | Thomas Braut                                                              |
| Jolivet                 | Pierre Vernier    | Rüdiger Bahr                                                              |
| Zar Alexander II.       | Tibor Tánczos     | Holger Hagen                                                              |
| General Kissof          | Tibor Patassy     | Hartmut Reck                                                              |
| Marfa, Strogoffs Mutter | Teri Horváth      | Maria Landrock                                                            |
| General Woranzof        | Ferenc Baracsi    | Günther Sauer                                                             |
| Großherzog Dimitri      | Károly Mécs       | Reinhard Glemnitz                                                         |
| Kaufmann                | László Csurka     | Kurt E. Ludwig                                                            |
| Pigassof                | Tibor Molnár      | Horst Sachtleben                                                          |
| Taizis                  | Péter Korbuly     | Michael Brennicke                                                         |
| Tarras                  | Dénes Ujlaki      | Norbert Gastell                                                           |
| Telegraphist            | István Jeney      | Ivar Combrinck                                                            |
| Vassili                 | Iván Szendrõ      | Fred Maire                                                                |
| Zigeunerin              | Irén Sütő         | Emely Reuer                                                               |
| diverse                 | N/A               | Barbara Feindt, Hartmut Neugebauer, Michael Grimm, Erich Ebert, Edgar Ott |

## Rezeption

### Kritiken
„Zweifellos die beste Unterhaltungsserie während der Festtage. Entstaubt und behutsam modernisiert, erlebt Jules Vernes Roman eine zweite Jugend. Keine tote Minute. Herrliche Landschaften und atemberaubende Reiterszenen. Ein beispielhafter Erfolg.“

### Einschaltquoten
Die Erstausstrahlung im ZDF bescherte dem Sender im Schnitt über 20 Millionen Zuschauer. Die letzte Episode am 6. Januar 1977 sahen 25,14 Millionen.

## Sonstiges
- Raimund Harmstorf ließ sich trotz der tollkühnen Kämpfe, die er als „Der Kurier des Zaren“ zu bestehen hatte, nie doubeln. Davon zeugten nach den Aufnahmen, die größtenteils in Ungarn stattfanden, unter anderem von Schwerthieben zernarbte Hände, eine Verletzung der Achillessehne und ein Anbruch der Schulter.
- Die Dreharbeiten mit 2.996 Statisten und 800 Pferden in der ungarischen Puszta forderten ein Todesopfer: Dem ungarischen Stuntman Geza Slowik gingen bei einem Wagenrennen die Pferde durch. Als er sich mit einem Sprung retten wollte, wurde er durch eines der Pferde an Kopf und Brust tödlich verletzt.
- Über nicht zu vermeidende und in Kauf genommene Abweichungen hinaus weist der Film mehrere sachliche Fehler auf, wie etwa die geografische Einordnung der berührten Städte. So werden Omsk und Irkutsk teils als – von Moskau aus gesehen – „da oben“ und als „im hohen Norden Sibiriens“ liegend bezeichnet. Tatsächlich liegen beide Städte südlich von Moskau und höchstens 200 km von der russischen Südgrenze entfernt. In der Buchvorlage (und in den dieser zu Grunde liegenden historischen Ereignissen, der russischen Eroberung Mittelasiens 1865–68) sind die "Tataren" turkmenischer, also mittelasiatischer Herkunft, in dem Film werden sie aber fälschlich als Mongolen dargestellt, obwohl als Herkunft die damaligen noch unabhängigen Khanate Buchara, Khokand und Samarkand genannt werden.
- Ein im Film zu sehender „Wolgadampfer“ liegt heute als Museumsschiff in Regensburg.
- Das Liebesthema Nadia’s Theme des Orchesters Vladimir Cosma erreichte im Februar 1977 Platz 43 der deutschen Singlecharts.[2]

## Medien

### DVD
- Michael Strogoff (2 DVDs), Concorde Home Entertainment 2006

### Musik
- Colonna Sonora Originale Della Sceneggiata Televisivo Michele Strogoff, 1 LP, Blue BLRM 15002 (Italien)
- NN, 1 LP, CBS Records DDLX 197
- Michael Strogoff, Koerier van de Tsaar - Originele filmmuziek uit de gelijknamige TV-serie, 1 LP, CNR Music 660.012 (Niederlande 1977)
- Michael Strogoff - Theme Music From The BBC Television Series, 1 LP, Cube HIFLY 30 (Großbritannien 1979)
- Michael Strogoff - Original-Musik aus dem gleichnamigen Fernseh-Film, 1 Single, Decca 6.12013 AC (Deutschland 1977)
- Michel Strogoff - Musique Du Feuilleton Televise, 1 LP, Deesse DDLX 147 (Frankreich)
- Michel Strogoff - Musiques Originales, 1 CD, Larghetto Music/Pomme Music 95027-2 CB 761 (Frankreich 1988)
- Michel Strogoff - Bande Originale De La Serie Televisee, 1 Single, Philips/Mercury 6042 054 (Frankreich)
- NN, 1 Single, Philips 6316 112 (Frankreich 1978)
- NN, 1 LP, Philips 6461 034 (Frankreich 1975)
- Michael Strogoff - Die einzige LP mit der Original-Musik aus dem gleichnamigen Fernsehfilm, 1 LP, Telefunken 622967 (Deutschland 1977)
- Abenteuer-Klassiker - Originalmusik aus den legendären TV-Vierteilern, 2 CDs, BSC Music/Cine Soundz Prudence 398.6619.2 (Deutschland 2001)
- Vladimir Cosma: 40 Films, 40 Bandes Originales, 17 CDs, Larghetto Music LARGH004 (Frankreich 2009)